# Transbotel Vodník

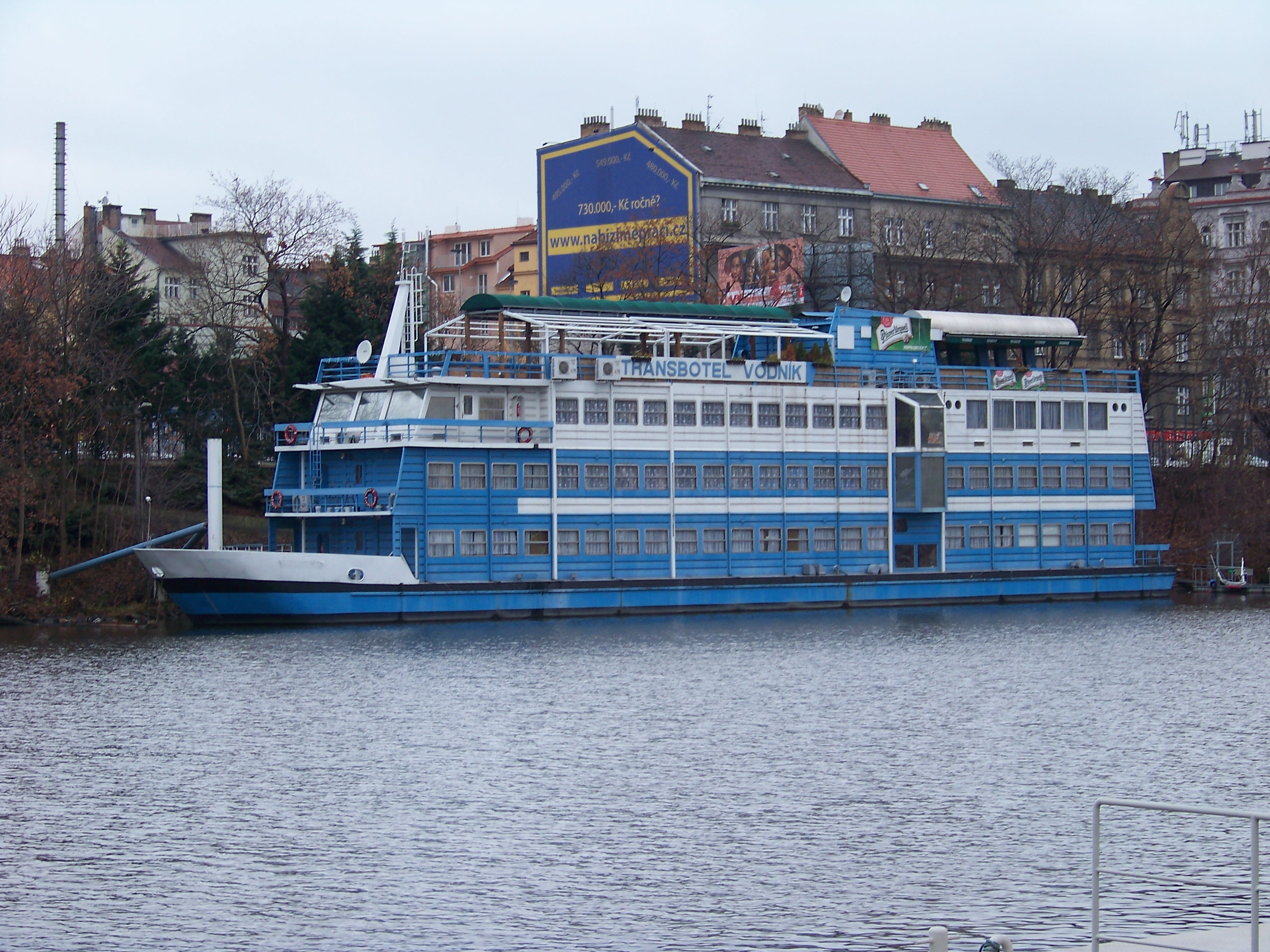
Botel Vodník

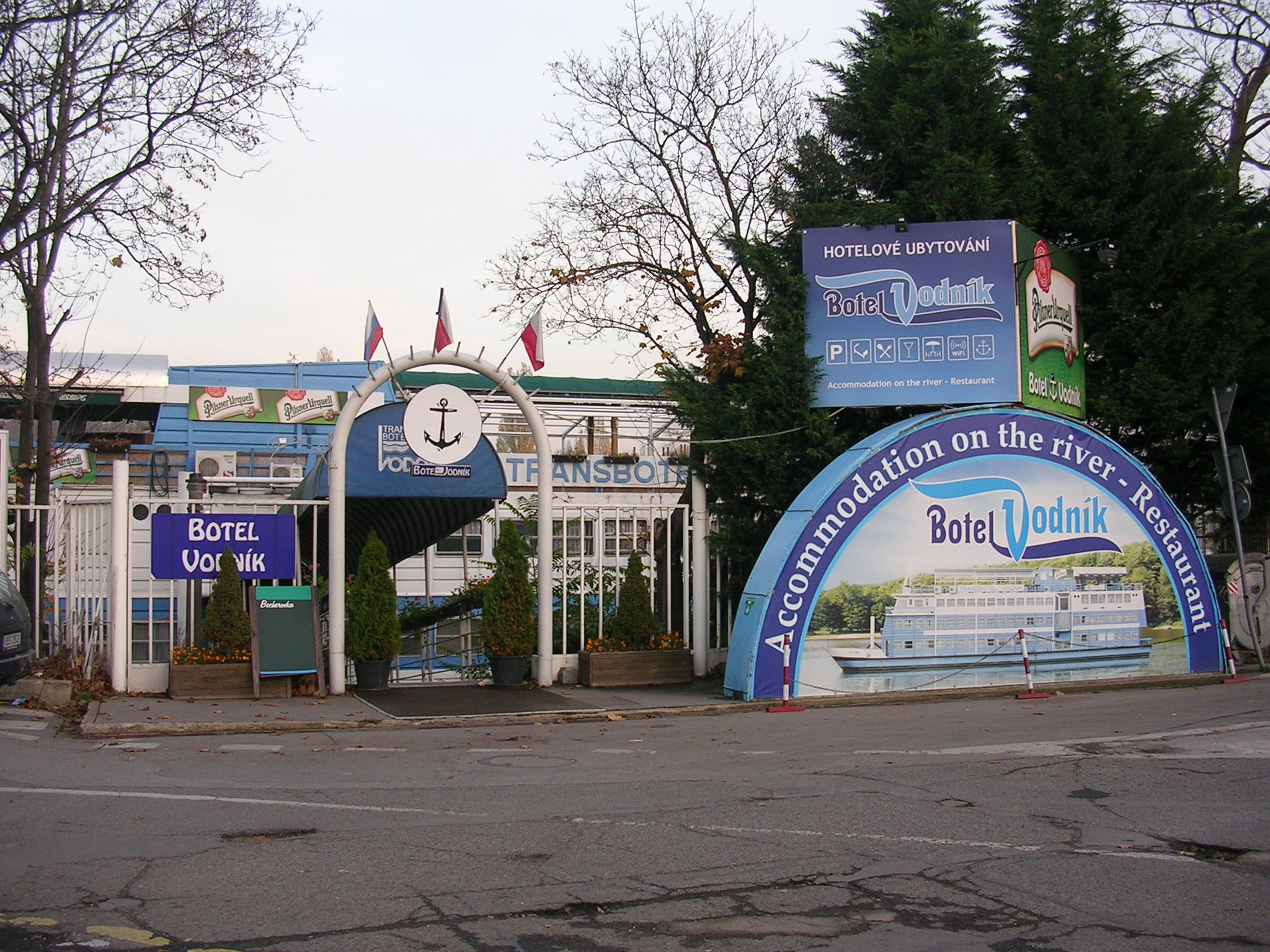
Vstup ze Strakonické ulice

Transbotel Vodník je čtvrtý z pražských velkých botelů (plovoucích hotelů). Je od roku 1991 (od dubna 1992) zakotven na Smíchově na levém břehu Smíchovského přístavu na Vltavě, u konce ostrova Císařská louka, v sousedství začátku páteřní Strakonické ulice, vstřícně vyústění krátké ulice U Královské louky vedoucí od nedalekého nádraží Praha-Smíchov.
Jde o čtyřpatrovou loď s modrobílým nátěrem. Má 28 pokojů a 87 ubytovacích lůžek. Je dvouhvězdičkovým hotelem.